# Железница у Масачусетсу
| МБТА железница      |                           |
|                     |                           |
| Врста компаније:    | Јавно-комунално предузеће |
| Основана:           | 1964.                     |
| Седиште компаније:  | Бостон, САД               |
| Раздаљина шина:     | 1,435                     |
| Индустрија:         | Железница                 |
| Укупан број линија: | 12                        |
|                     |                           |

МБТА железница (енгл. Massachusetts Bay Commuter Railroad Company, скр. MBCR) је регионално јавно-комунално предузеће америчке државе Масачусетс, које припада систему Масачусетс Беј Транспортејшн Ауторити, које је одговорно за градски и приградски превоз у Бостону. Вагони су љубичасте боје, те локално становништво назива воз Љубичастом линијом, како би било слично бојом означеним линијама подземног метроа. Главне станице за воз су Северна и Јужна, назване по делу града у коме се налазе. Северна и Јужна станица нису међусобно повезане пругом, тако да ако путник долази са севера, и жели да настави возом на југ, мора да седне у градски превоз у Северној станици, и градким превозом се превезе до Јужне станице, и онда седне у воз за југ. Тренутно се цртају планови како би се овај непотребни пут избегао, који нарочито представља проблем за новопристигле грађане Бостона или туристе. Планови за изградњу некакве везе су за сада само на папиру, јер је пројекат о могућој изградњи финансијски нереалан. Воз иде у три правца од Бостона, ка западу, северу (повезује Масачусетс са државама Њу Хемпшир и Мејн) и југу (повезује Масачусетс са Роуд Ајландом).

Из Северне станице полазе возови за југ и запад:
- Гринбуш линија која иде према месту Гринбуш
- Олд Колони линија која иде ка Плимоту, Кингстону и Миделбороу
- Феирмонт линија која иде ка Ридвилу
- Провиденс линија иде ка месту Стоугтон, и наставља ка југу до града Провиденс у Роуд Ајланду
- Френклин линија иде ка Форг Парку
- Нидем линија иде ка Нидем Хајтс
- Фрамингам-Воркестар линија иде ка месту Воркестар

Возови иду ка месту Фоксборо, за посебне спортске догађаје, у којем се налази Џилет стадион на којем играју уткамице фудбалски глуб Њу Ингланд Патриотс. 
- Четири линије која полазе са Северне станице, иду ка западу и североистоку:
- Фитчбург линија ка месту Фичбург
- Ловел линија ка месту Ловел
- Хаверхил-Ридинг линија ка Хаверхилу
- Њуберипорт-Рокпорт линија ка Њуберипорту и Рокпорту у држави Мејн.

Већина вагона МБТА железнице са вуку дизел локомотивама. Новији возови имају електричне локомотиве, и ти возови иду према северу, ка држави Мејн. Локомотиве које вуку вагоне који полазе из Јужне станице су типа EMD F40PH и вагони су марке Кавасаки и двоспратни су. Вагони који полазе из Северне станице су једноспратни, тј. нема другог спрата, и вуку их локомотиве типа EMD GP40MC.

Сви вагони МБТА железнице су оспособљени да приме путнике са физичким хендикепом. На сваком вагону се може видети знак  који информише путнике да је вагон прилагођен путницима са хендикепом. 

## Галерија
- Локомотива.
- Један од двоспратних вагона.